# ツイン・ピークス (レストランチェーン)
ツイン・ピークス（Twin Peaks）は、アメリカ合衆国テキサス州ルイスビルに拠点を置くバーとレストランのチェーンであり、「究極のスポーツロッジ」とブレストランとして説明されている。このレストランは、主に若い女性から構成される「ツインピークスガール」と呼ばれるウェイトレスが、胸の谷間と臍を露出させた赤い格子縞の上衣と、カーキまたはデニムのホットパンツというデザインの制服を着ていることで知られている。また、ウェイトレスが着ている制服は、季節やテーマに沿ったアレンジが施されている場合もある。レストランは荒野のロッジをテーマに装飾されており、アメリカ料理、南西部料理、南部料理、酒を提供している。ツイン・ピークスのスローガンは「食べる。飲む。良い眺め」（Eats. Drinks. Scenic Views）である。

## 歴史

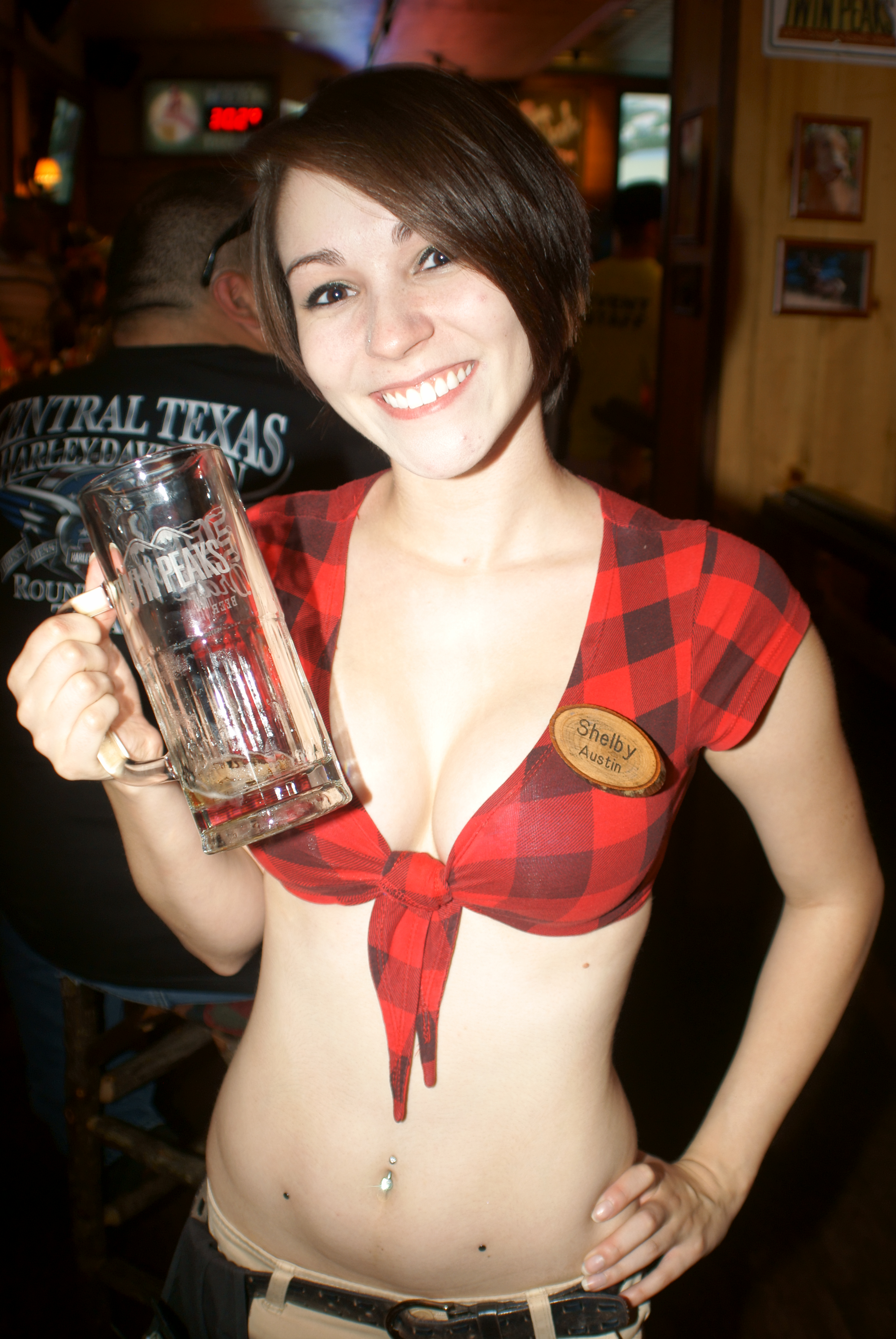
公式の赤い格子縞の制服を着たツインピークスガール（2012年）

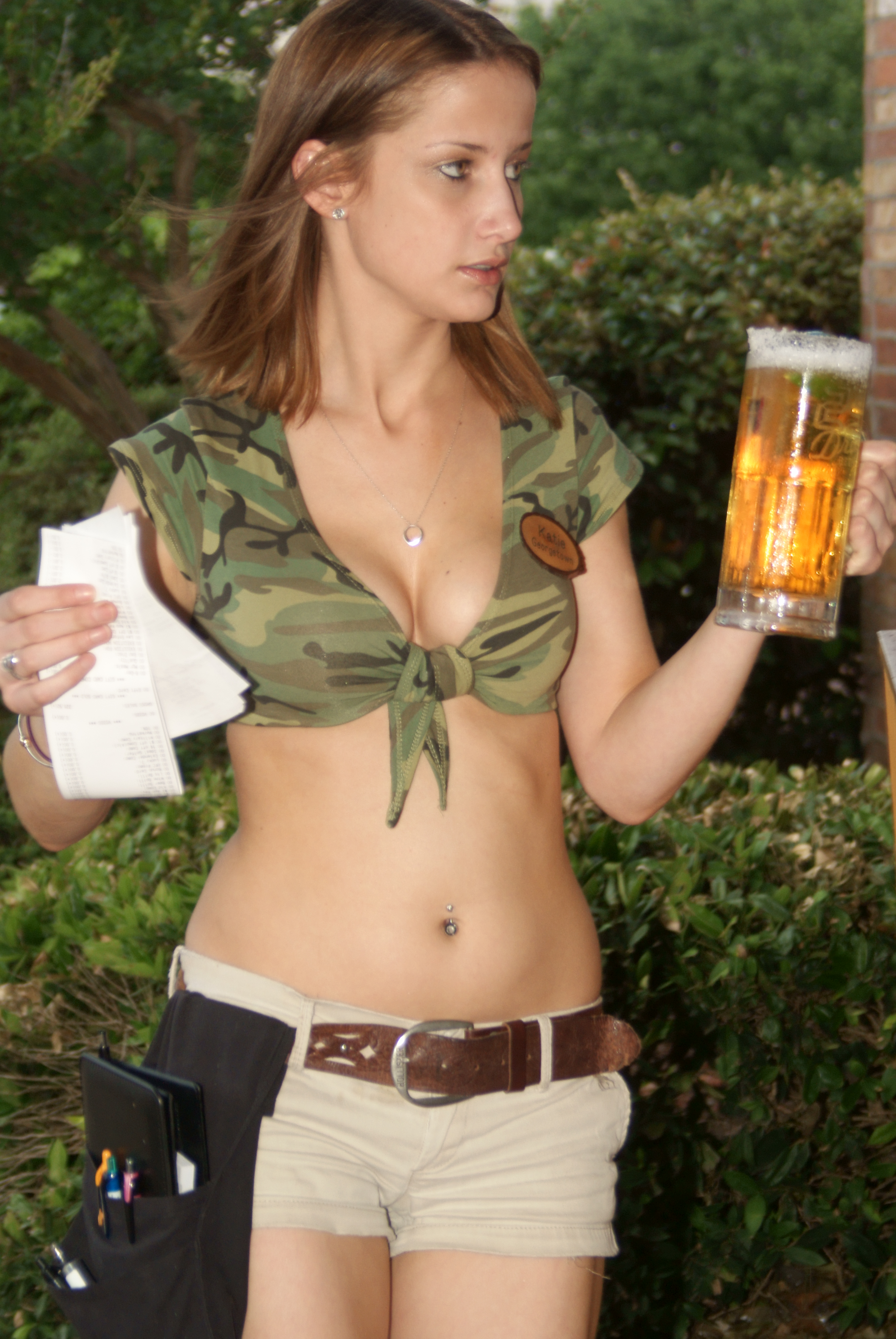
特別衣装を着たツインピークスガール（2012年）

2014年、ブルームバーグはツイン・ピークスを「国内で最も急成長しているレストランチェーンの1つ」として取り上げた。
ツインピークスは、新型コロナウイルス感染症の世界的流行時に大きなを利益をあげ、2021年に10-12軒のレストランをオープンする予定を立てた。

## ウェーコ店の銃撃戦
2015年5月17日、ライバルのバイカーギャング間の銃撃戦が、テキサス州ウェーコのツイン・ピークス店内で発生した。この事件では9人が死亡し、18人が病院に運ばれた。警察の報道官は、過去にギャングの対処に協力的ではなかったとして地元のツイン・ピークスの管理に怒りを表明した。